# Stato superstite

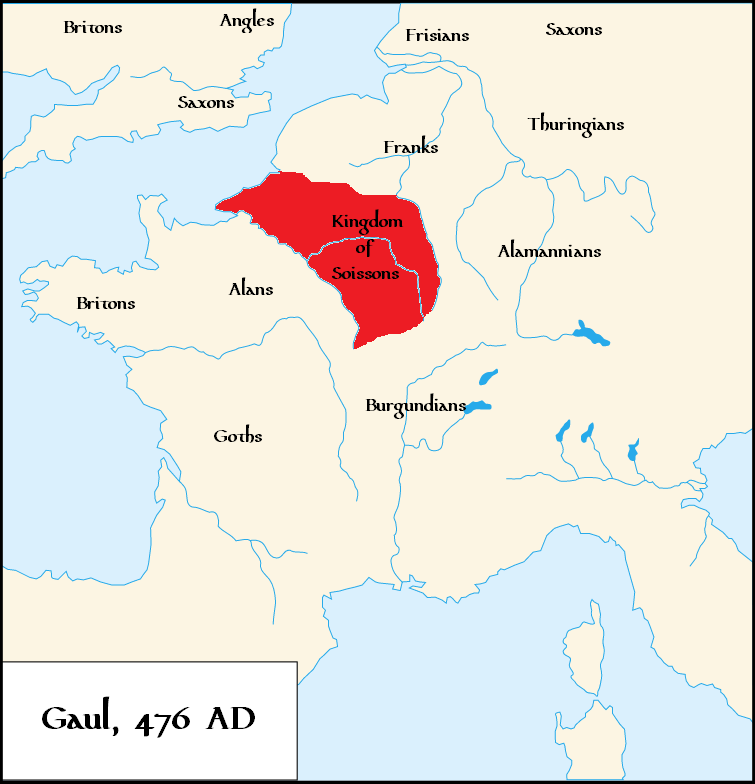
Il Dominio di Soissons, stato superstite dell'Impero romano d'Occidente

Uno stato superstite (talvolta anche indicato con il termine inglese rump state, in francese état croupion) è un'espressione che indica ciò che rimane di uno Stato molto più esteso, a seguito di una secessione, di un'annessione o occupazione militare da parte di uno stato estero, di un processo di decolonizzazione o ancora per un colpo di Stato o una rivoluzione riuscita solo in una parte del suo ex territorio (in questo caso si presume che il governo legittimo non vada in esilio perché controlla ancora parte del suo ex territorio).

## Diritto internazionale
È un concetto consolidato nella giurisprudenza internazionale che uno stato superstite non erediti i diritti e gli obblighi che si applicavano allo stato dal quale questo ha avuto origine. Questo principio vale indipendentemente dal motivo che portò alla dissoluzione dello stato originario (secessione, annessione, fusione con altri stati ...). A seconda delle circostanze storiche e politiche tra lo stato superstite e lo stato (o gli stati) che sono nati sul territorio dello stato originario potranno esserci o meno relazioni diplomatiche o di altro tipo.

## Stato superstite e secessione
Le caratteristiche dell'eventuale stato supersite dopo la perdita di una certa porzione di territorio da parte dello stato originario è tra i fattori che contribuiscono all'ammissibilità o meno di un processo di secessione dalla parte rimanente. Mentre uno stato appena costituito potrebbe anche acconsentire alla separazione o alla cessione di territori che non ne mettano in discussione la stabilità politica o economica, non sarà invece presumibilmente disposto a privarsi di beni cruciali per la propria esistenza, quali ad esempio, in certe circostanze, la continuità territoriale.

## Esempi storici
Quella che segue è una serie di esempi di territori considerati stati superstiti di entità precedenti; in alcuni casi la definizione di stato supersite può risultare controversa.
- Dopo la caduta dell'Impero romano d'Occidente, in Gallia il Regno di Soissons sopravvisse sotto Egidio e Siagrio fino alla conquista dei Franchi di Clodoveo I nel 486;[9][10]
- Dopo che la dinastia Jìn prese il potere nel Nord della Cina, il Song del Sud fu continuazione del Song del Nord;[11][12][13]
- Dopo la caduta di Costantinopoli nel 1453, il despotato di Morea e l'impero di Trebisonda sopravvissero per alcuni anni come stati superstiti bizantini fino alla loro annessione da parte ottomana, rispettivamente nel 1460 e nel 1461;
- La conquista spagnola dell'Impero inca nel 1532 portò alla nascita dello Stato neoincaico con capitale Vilcabamba, che sopravvisse fino al 1572;[14]
- La Repubblica dell'Austria tedesca fu creata nel 1918 come primo stato residuale per le aree con una popolazione prevalentemente di lingua tedesca all'interno di quello che fu l'Impero Austro-Ungarico;[15]
- Alla fine della guerra civile cinese il governo nazionalista di Chiang Kai-shek si rifugiò nell'isola di Formosa, ufficialmente Taiwan,e su altre isole minori mentre il Partito Comunista Cinese prese il controllo della Cina continentale creando la Repubblica Popolare Cinese. Tuttavia sebbene Taiwan abbia formalmente ancora capitale a Nanchino ed intrattenga rapporti commerciali con molti Paesi è ad oggi riconosciuta ufficialmente solo da potenze minori o comunque solo come governo in esilio;[16]
- La Repubblica Federale di Jugoslavia è stata spesso vista lo stato superstite della Repubblica Socialista Federale di Jugoslavia quando questa si sciolse;[17][18]